# Drapelul Ucrainei

Raport: 2:3

Steagul Ucrainei a fost adoptat ofical pentru prima oară în istorie în 1918 de Republica Populară Ucraineană. Steagul național al Ucrainei are benzi orizontale de dimensiuni egale de albastru și galben. Combinația de albastru și galben ca simbol al pământurilor ucrainene provine de la steagul Regatului Galiția-Volhynia folosit în secolul al XII-lea. Ca steag național, bicolorul albastru și galben a fost folosit încă din Primăvara Națiunilor din 1848, când a fost arborat deasupra Primăriei din Lviv. A fost adoptat oficial ca steag de stat pentru prima dată în 1918 de către Republica Populară Ucraineană de Vest și folosit ulterior de Republica Populară Ucraineană.  
Când Ucraina a fost inclusă în Uniunea Sovietică, a fost folosit steagul Republicii Sovietice Socialiste Ucrainene, iar steagul bicolor a fost scos în afara legii. Steagul albastru-galben a fost adoptat provizoriu pentru ceremoniile oficiale în septembrie 1991, după obținerea independenței Ucrainei, înainte de a fi prezentat oficial la 28 ianuarie 1992, de către Parlamentul Ucrainei. 
Din 2004, Ucraina sărbătorește Ziua Drapelului Național pe 23 august.